# Nikita Shurshin
Nikita Shurshin (em russo:  Никита Александрович Шуршин Nikita Aleksandrovitch Chourchine), nascido em 8 de abril de 1993 em Tula, é um ciclista russo, especialista nas provas de velocidade na pista.

## Palmarés em pista

### Jogos Olímpicos
- Rio 2016
  - 26.º da velocidade individual

### Campeonatos mundiais
| Edição / Prova                 | Keirin | Velocidade individual | Velocidade por equipas |
| Moscovo 2011 (juniores)        | Prata  |                       | Bronze                 |
| Melbourne 2012                 |        | 25.º                  |                        |
| Minsk 2013                     |        | 16.º                  |                        |
| Cali 2014                      |        | 16.º                  | 4.º                    |
| Saint-Quentin-en-Yvelines 2015 | 5.º    | 16.º                  | 4.º                    |
| Londres 2016                   | 8.º    | 15.º                  | 7.º                    |
| Apeldoorn 2018                 |        | 28.º                  |                        |

### Copa do mundo
- 2015-2016
  - 3.º da velocidade por equipas em Hong Kong

### Campeonato da Europa
| Edição / Prova           | Keirin | Velocidade individual | Velocidade por equipas |
| Anadia 2011 (juniores)   |        | Prata                 | Bronze                 |
| Anadia 2014 (esperanças) | Ouro   | Ouro                  |                        |
| Bahia-Mahault 2014       |        |                       | Bronze                 |
| Atenas 2015 (esperanças) | Prata  | Bronze                | Bronze                 |

### Campeonatos nacionais
- Campeão da Rússia de velocidade por equipas em 2013 (com Denis Shurshin e Andrey Kubeev) e 2017 (com Aleksander Sharapov e Shane Perkins)